# Ifeia bicornis
Ifeia bicornis är en insektsart som beskrevs av Rauno E. Linnavuori och Al-ne'amy 1983. Ifeia bicornis ingår i släktet Ifeia och familjen dvärgstritar. Inga underarter finns listade i Catalogue of Life.